# Société de navigation génoise Rubattino
La Société de navigation génoise Rubattino est une société italienne ayant exploité entre 1880 et 1898 un réseau suburbain de chemin de fer en Tunisie. 

## Historique
La Société de navigation génoise Rubattino est fondée par Raffaele Rubattino.
Elle rachète les actifs de la Tunisian Railway Company en juin 1880 et se sépare de la ligne reliant Tunis au Bardo, rétrocédée à la  Compagnie des chemins de fer Bône-Guelma. Le 29 juillet 1898, la société vend la totalité de ses actifs ferroviaires à la  Compagnie des chemins de fer Bône-Guelma[réf. souhaitée].

## Lignes
Les lignes acquises auprès de la Tunisian Railway Company en juin 1880 sont :
- Tunis-Nord – El Aouina – Le Kram – La Goulette (19 km), ouverte le 2 août 1872 ;
- Tunis-Nord – Le Bardo (9 km), ouverte en 1873 et rétrocédée à la Compagnie des chemins de fer Bône-Guelma ;
- Le Kram – La Marsa (6,2 km), ouverte le 30 novembre 1874.

Une autre ligne est ouverte par la compagnie Rubattino :
- El Aouina – Marsa-Ville (6 km), ouverte en novembre 1884